# Стамнос

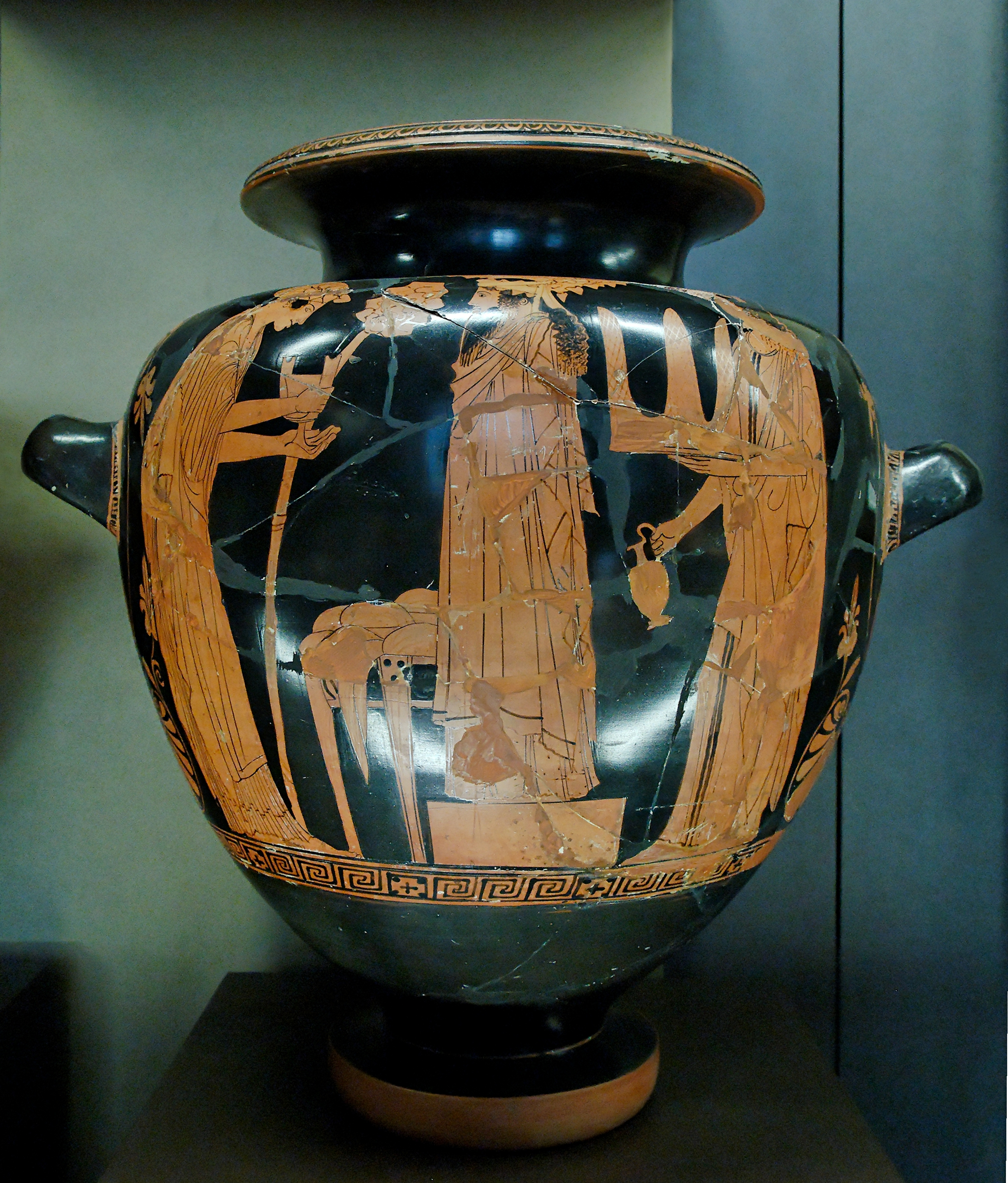
Стамнос із зображенням сцени культу Діоніса, вазописець Евполій

Ста́мнос (грец. στάμνος) — давньогрецька посудина круглої форми, що нагадує амфору.
У стамноса низька шийка і дві горизонтальні ручки з боків. Стамноси вперше з'явилися в архаїчну епоху в Лаконії та Етрурії і використовувалися для зберігання вина, олії та інших рідин. Стамноси часто зустрічаються з кришками. Греки Аттики називали стамноси пеліками. В Афінах стамноси з'явилися близько 530 до н. е. і виготовлялися виключно для продажу в Етрурію.
Стамноси часто зустрічаються на червонофігурній кераміці на зображеннях свят на честь Діоніса, які влаштовувались жінками. Тому стамноси також називаються ленейськими вазами. Стамноси не використовувалися в культових обрядах, зважаючи на своє неаттичне походження.